# Pascalův trojúhelník

Každá položka v trojúhelníku je součtem dvou položek nad ní

Pascalův trojúhelník je geometrické uspořádání binomických koeficientů {\displaystyle {\tbinom {n}{k}}} do tvaru trojúhelníku. Strany trojúhelníku jsou obsazeny jedničkami a vnitřní buňky trojúhelníku se vyplní tak, že každá položka je součtem dvou položek nad ní. To vyjadřují rovnice:
{\displaystyle {n \choose k}={n-1 \choose k-1}+{n-1 \choose k}}
kde n a k jsou nezáporná celá čísla, n ≥ k a počáteční hodnota je
{\displaystyle {n \choose 0}={n \choose n}=1.}
Počítat se začíná nulou (tj. prvním řádkem {\displaystyle n=0}, první sloupec {\displaystyle k=0}). Trojúhelník následkem toho obsahuje všechny binomické koeficienty.
{\displaystyle {0 \choose 0}}
{\displaystyle {1 \choose 0}{1 \choose 1}}
{\displaystyle {2 \choose 0}{2 \choose 1}{2 \choose 2}}
{\displaystyle {3 \choose 0}{3 \choose 1}{3 \choose 2}{3 \choose 3}}
{\displaystyle {4 \choose 0}{4 \choose 1}{4 \choose 2}{4 \choose 3}{4 \choose 4}}
{\displaystyle {5 \choose 0}{5 \choose 1}{5 \choose 2}{5 \choose 3}{5 \choose 4}{5 \choose 5}}
Výpočet vychází z vlastností kombinačního čísla:
{\displaystyle {\binom {0}{0}}=1};
{\displaystyle {\binom {1}{0}}=1}; {\displaystyle {\binom {1}{1}}=1};
{\displaystyle {\binom {2}{0}}=1}; {\displaystyle {\binom {2}{1}}=2}; {\displaystyle {\binom {2}{2}}=1} atd.
Ve velké části západního světa je trojúhelník pojmenován po francouzském matematikovi Blaise Pascalovi, ačkoli ho jiní matematici studovali již před ním v Indii, Persii, Číně, Německu a Itálii.

## Historie

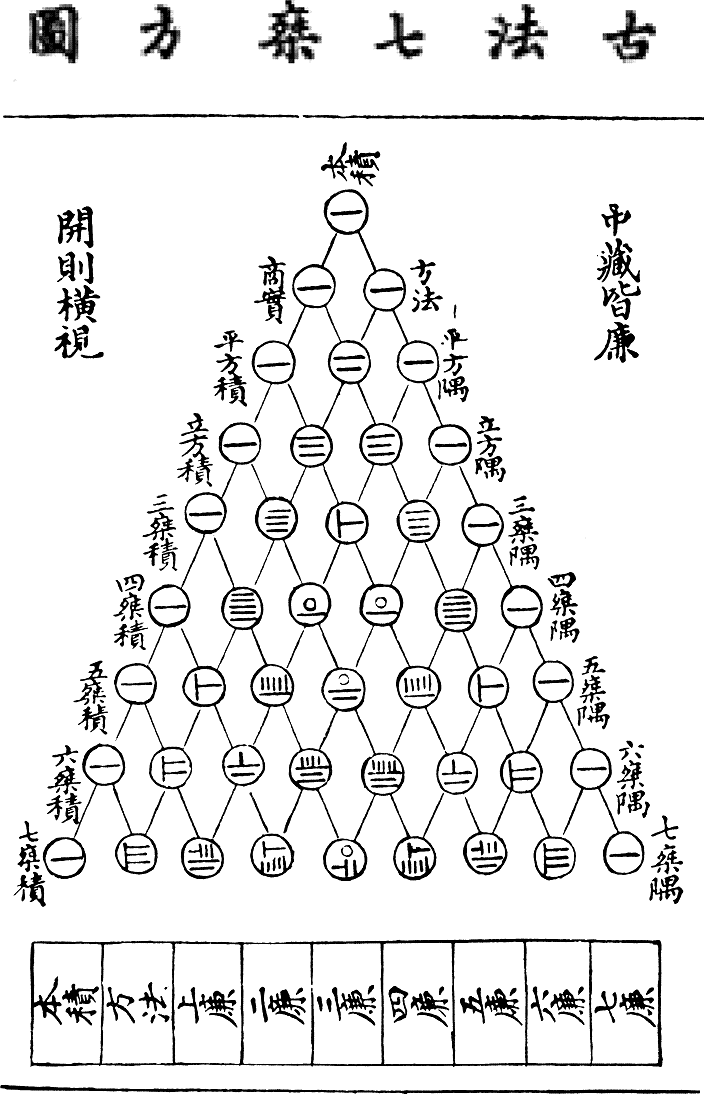
Yang-Hui trojúhelník, jak je popsáno v knize Zhu Shijie z roku 1303.

První znázornění trojúhelníku kombinačních čísel se objevilo v kontextu indických studií kombinatoriky a binomických čísel, zachovaly se pouze fragmenty. Indický astronom a matematik Varāhamihira podal podrobnější vysvětlení kolem roku 900 n. l. Prvních 17 řad trojúhelníku vytvořil indický matematik Bhattotpala (asi roku 1070). Matematik Mahāvīra používal jiné vzorce pro binomické koeficienty (násobení), ale ekvivalentní ke vzorci:
{\displaystyle {n \choose r}={\frac {n!}{r!(n-r)!}}} . 
Přibližně ve stejné době napsal perský matematik Al-Karaji (953–1029) spis, který obsahoval první popis Pascalova trojúhelníku. Další významný perský básník, astronom a matematik Omar Chajjám spočítal Pascalův trojúhelník, který je v Íránu označován jako Khayyam trojúhelník. V té době bylo známo již několik vět souvisejících s trojúhelníkem, včetně binomické věty. V Číně byl Pascalův trojúhelník znám díky matematikovi Zhu Schijie (1265 - 1320)
V západním světě se Pascalův trojúhelník poprvé objevil v aritmetice Jordanus de Nemore (13. století). Kombinační čísla vypočítal Levi ben Geršom na počátku 14. století. Petrus Apianus (1495–1552) publikoval „Pascalův“ trojúhelník na obalu své knihy o obchodních výpočtech v roce 1527. Michael Stifel publikoval část trojúhelníku a popsal ji jako tabulku figurálních čísel (tj. přirozené číslo, které lze vyjádřit pomocí rovinného nebo i prostorového tvaru). V Itálii je Pascalův trojúhelník označován jako Tartagliův trojúhelník, pojmenovaný pro italského matematikovi a konstruktérovi Niccolò Fontana Tartaglia, který v roce 1556 publikoval šest řádků trojúhelníku v roce 1570.
Pascalova Traité du triangle arithmétique ( Pojednání o aritmetickém trojúhelníku ) byla zveřejněna v roce 1655. V tomto díle Pascal shromáždil vlastnosti, které byly o trojúhelníku známy, a použil je k řešení problémů v teorii pravděpodobnosti. Trojúhelník pojmenoval podle Pascala Pierre Raymond de Montmort (1708) a nazval „Table de M. Pascal pour les combinaisons“ (francouzsky: Tabulka pana Pascala pro kombinace) a také Abraham de Moivre (1730), který jej nazval „Triangulum Arithmeticum PASCALIANUM“ (latinsky: Pascalův aritmetický trojúhelník), který se stal základním názvem v Evropě.

## Vlastnosti a příklady

### Základní vlastnosti
Základní vlastnosti Pascalova trojúhelníku potvrzují definované vztahy pro kombinační čísla. Pro libovolné číslo řádku {\displaystyle n} ({\displaystyle n=1,2,3...} ) platí:
- první a poslední čísla jsou {\displaystyle 1};
- druhé a předposlední číslo je {\displaystyle n};
- třetí číslo se rovná trojúhelníkovému číslu (tj. {\displaystyle 1,3,6,10)}, obecně platí {\displaystyle T_{n}=n(n+1)/2}
- čtvrté číslo je tetraedrické, tj. pyramida s trojúhelníkovou základnou.

### Symetrie podle osy souměrnosti
```
1
1   1
1   2   1
1   3   3   1
1   4   6   4   1
1   5  10  10   5   1
1   6  15  20  15   6   1
```

V Pascalově trojúhelníku jsou symetricky rozmístěna stejná čísla vzhledem k jeho ose souměrnosti. Tato vlastnost je dána tím, že čísla: {\displaystyle {\binom {n}{k}}} a {\displaystyle {\binom {n}{n-k}}} se sobě rovnají a mají stejnou vzdálenost od "středu" řádku. Výpočet kombinačního čísla (počítá se v šestém řádku druhé a páté číslo):
{\displaystyle {\binom {5}{1}}={\frac {5!}{1!.4!}}={\frac {5.4!}{1.4!}}={\frac {5}{1}}=5}
{\displaystyle {\binom {5}{4}}={\frac {5!}{4!.1!}}={\frac {5.4!}{4!.1!}}={\frac {5}{1}}=5}

### Posloupnosti
V Pascalově trojúhelníku lze nalézt mnoho známých posloupností.
{\displaystyle 2^{0}=1}
{\displaystyle 2^{1}=2}
{\displaystyle 2^{2}=4}
{\displaystyle 2^{3}=8}
{\displaystyle 2^{4}=16}
{\displaystyle 2^{5}=32}
{\displaystyle 2^{6}=64}
Součet čísel v řádku Pascalova trojúhelníku je roven mocnině čísla 2.
- nultý (n= 0) řádek: {\displaystyle 1=2^{0}}
- první (n = 1) řádek: {\displaystyle 1+1=2=2^{1}}
- druhý (n = 2) řádek: {\displaystyle 1+2+1=4=2^{2}}
- třetí (n = 3) řádek: {\displaystyle 1+3+3+1=8={\acute {2^{3}}}}
- atd.

Součet všech čísel Pascalova trojúhelníku od nultého řádku po {\displaystyle n}. řádek je roven číslu {\displaystyle 2^{n+1}-1}.
{\displaystyle 2^{n+1}-1} = {\displaystyle 2^{6+1}-1=2^{7}-1=128-1=127}; součet v tabulce vpravo je stejný.

### Fibonacciho posloupnost

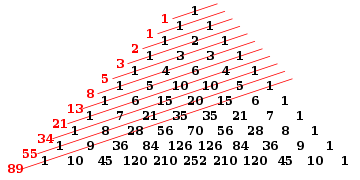
Znázornění: Fibonacciho čísla jako součet diagonál (červené čáry).

Diagonální součty (označené červeně) v Pascalově trojúhelníku jsou Fibonacciho čísla (1, 1, 2, 3, 5, 8, 13, 21, 34, ...).
Po vypočítání součtů {\displaystyle s_{n}} pro n = 0, 1, 2, 3, 4, 5:
{\displaystyle s_{0}={\tbinom {0}{0}}=1=F_{1}}; {\displaystyle {\displaystyle s_{1}={\tbinom {1}{0}}=1=F_{2}}}; {\displaystyle {\displaystyle {\displaystyle s_{2}={\tbinom {2}{0}}+{\tbinom {1}{1}}=2=F_{3}}}}, {\displaystyle {\displaystyle {\displaystyle s_{3}={\tbinom {3}{0}}+{\tbinom {2}{1}}=3=F_{4}}}},
{\displaystyle {\displaystyle {\displaystyle s_{4}={\tbinom {4}{0}}+{\tbinom {3}{1}}+{\tbinom {2}{2}}=5=F_{5}}}}; {\displaystyle {\displaystyle {\displaystyle s_{5}={\tbinom {5}{0}}+{\tbinom {4}{1}}+{\tbinom {3}{2}}=8=F_{6}}}}
Na základě těchto součtů lze vyslovit domněnku, že posloupnost čísel: {\displaystyle s_{0},s_{1},s_{2},s_{3}...} je rovna posloupnosti {\displaystyle F_{1},F_{2},F_{3},F_{4}...}
tj. pro všechna celá nezáporná čísla {\displaystyle n} je {\displaystyle s_{n}=F_{n+1}}.
Zobecnění: Pascalův trojúhelník lze snadno zobecnit pro vyšší dimenze. Ve vyšších dimenzích se obecně nazývají Pascalův simplex.
Jedna ze zajímavostí Pascalova trojúhelníku je, že jednotlivé řádky zapsané v desítkové soustavě souvisí s mocninami čísla 11, vzorcem zapsáno {\displaystyle \sum _{k=0}^{n}{n \choose k}10^{k}=11^{n}=(1+10)^{n}} kde n je číslo řádku. Číslo sestavené z číslic prvního řádku je rovno {\displaystyle 11^{0}}, u druhého řádku {\displaystyle 11^{1}}, u třetího {\displaystyle 11^{2}}, atd. V řádcích, s dvojcifernými čísly se pak číslice na místě desítek přičítá k číslici vlevo.
{\displaystyle 1=11^{0}}; {\displaystyle 11=11^{1}}; {\displaystyle 121=11^{2}}; {\displaystyle 1331=11^{3}}; ....
ale pro {\displaystyle n=5} řádek tvoří čísla: {\displaystyle 1\qquad 5\qquad 10\qquad 10\qquad 5\qquad 1}; pak zapíšeme {\displaystyle 161051=11^{5}}
Obdobně i pro jiné základy než deset a mocniny čísla o jednu větší než základ.

### Určení koeficientů binomického rozvoje
S využitím binomické věty: {\displaystyle (x+y)^{n}=\sum _{k=0}^{n}{n \choose k}x^{n-k}y^{k}\quad }, Pascalův trojúhelník zobrazí koeficienty, které vznikají při binomickém rozvoji.
Příklad: řádek pro n = 2 obsahuje koeficienty 1, 2, 1 pro:
{\displaystyle (x+y)^{2}=x^{2}+2xy+y^{2}=1x^{2}y^{0}+2x^{1}y^{1}+1x^{0}y^{2}}
Koeficienty jsou čísla ve druhé řadě Pascalova trojúhelníku: {\displaystyle {2 \choose 0}=1}, {\displaystyle {2 \choose 1}=2}, {\displaystyle {2 \choose 2}=1} .
Řádek pro n = 3 obsahuje koeficienty 1, 3, 3, 1 pro:
{\displaystyle (a\pm b)^{3}=a^{3}\ \pm \ 3\cdot a^{2}b^{1}\ +\ 3\cdot a^{1}b^{2}\ \pm \ b^{3}}
Řádek pro n = 4 obdobně: 1, 4, 6, 4, 1, je nutno vzít v úvahu znaménko minus:

Sierpińského trojúhelník (přiblížení 7. rekurze)

{\displaystyle (a-b)^{4}=a^{4}\ -\ 4\cdot a^{3}b^{1}\ +\ 6\cdot a^{2}b^{2}\ -\ 4\cdot a^{1}b^{3}\ +\ b^{4}.}
Obecně platí pro: {\displaystyle (x+y)^{n}=\sum _{k=0}^{n}a_{k}x^{n-k}y^{k}=a_{0}x^{n}+a_{1}x^{n-1}y+a_{2}x^{n-2}y^{2}+\ldots +a_{n-1}xy^{n-1}+a_{n}y^{n}}
kde koeficienty {\displaystyle a_{k}} v tomto rozvoji jsou přesně čísla na řádku {\displaystyle n} Pascalova trojúhelníku. Jinými slovy, {\displaystyle a_{k}={n \choose k}}

### Fraktální útvary a Pascalův trojúhelník
V Pascalově trojúhelníku lze najít i určitou geometrickou strukturu. Pokud všechna sudá čísla vybarvíme jednou barvou a lichá čísla jinou, získáme útvar zvaný Sierpinského trojúhelník, který patří mezi fraktální útvary.